# Leuconia rodriguezi
Leuconia rodriguezi är en svampdjursart som först beskrevs av Lakschewitz 1886.  Leuconia rodriguezi ingår i släktet Leuconia och familjen Baeriidae. Inga underarter finns listade i Catalogue of Life.